# Немецкий кубок Порше

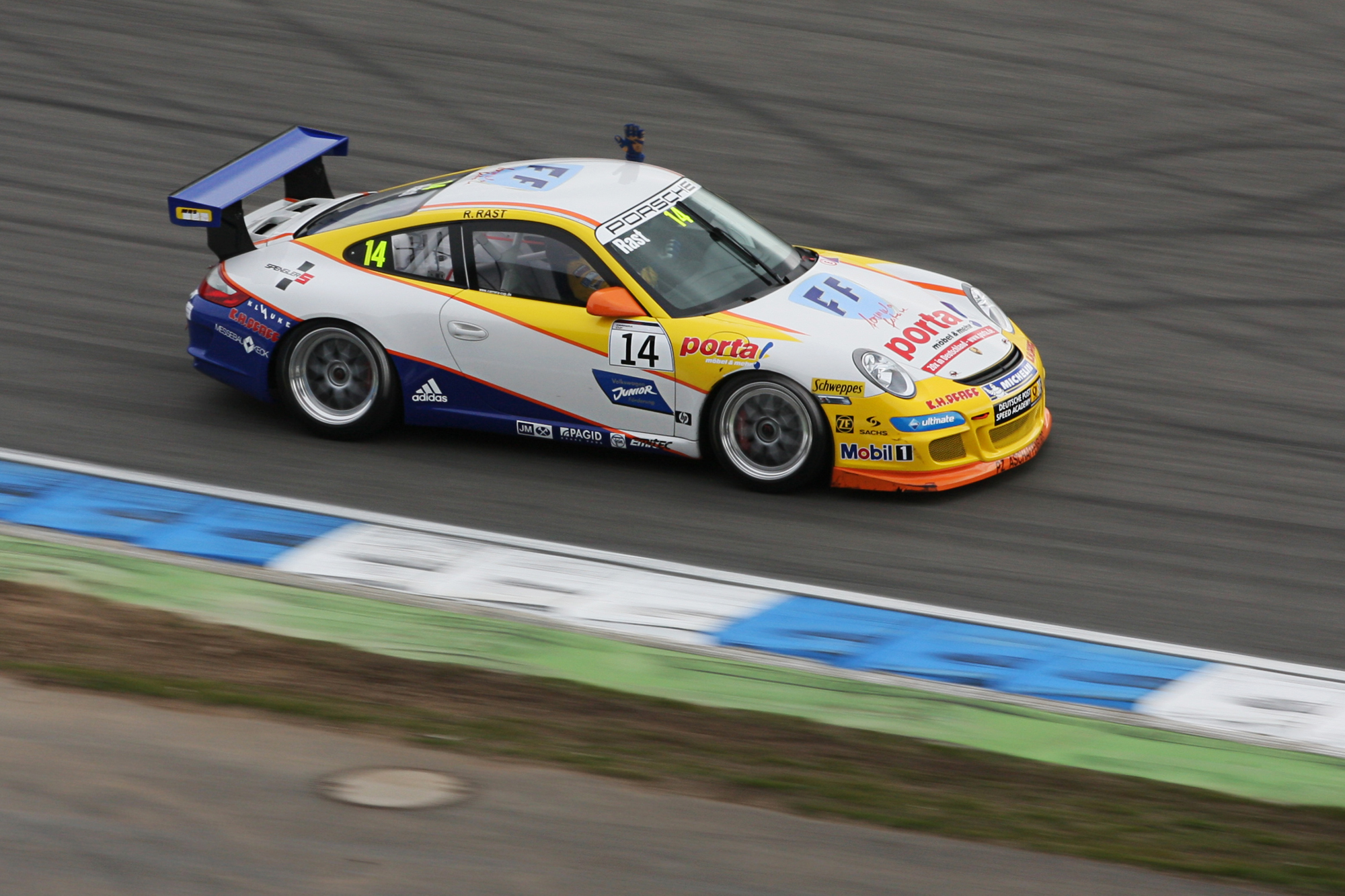
Рене Раст одержал свою первую победу за рулем 420-сильного Порше на Хоккенхаймринге, 2008 г.

Немецкий кубок Порше, или Кубок Порше Каррера (нем. Porsche Carrera Cup Deutschland) — немецкий кузовной монокубок на машинах Porsche Carrera, проводимый в Германии с 1990 года. Он стал преемником прежнего монокубка — Porsche 944 Turbo Cup, в связи с прекращением производства 944-й модели и запуском обновленной, 964-й, версии Карреры.

## Кубки Порше
Немецкий кубок является самым старым из ныне существующих и, наряду с Суперкубком (1993 г.), самым сильным и представительным — на старт зачастую выходит более 30 машин, почти до сорока. В Немецком кубке принимают участие как восходящие звезды, так и заслуженные ветераны, завершие свои выступления в сериях более высокого уровня — ДТМ, FIA GT и т. п. Команды, состоящие из двух, трёх или четырёх гонщиков, как правило частные, за исключением UPS Porsche Junior Team, пользующейся заводской поддержкой, в которой компания Porsche обкатывает своих молодых пилотов, которые нередко становятся чемпионами и затем представляют Porsche по всему миру. Гонщики Немецкого кубка также нередко участвуют и в Суперкубке, а также других гонках, однако только Франку Штиплеру удалось в 2003 г. одновременно победить в Суперкубке и Немецком кубке.
С 2000 года начали появляться и другие кубки Porsche — Франции (2000), Великобритании (2003), Италии (2007), Японии, Австралии (2003), Скандинавии (2004), Азии (2004). С 2007 года в рамках программы GT3 Challenge появились также серии в Новой Зеландии, Бразилии, а также IMSA GT3 Cup Challenge в США. В 2010 стартовали GT3 Cup Challenge Middle East, организованный командой Lechner Racing, и GT3 Cup Challenge Eastern Europe, организованный командой MRS.

## Техника
Как и в других монокубках Porsche, а также в Европейском Чемпионате GT3, используется кубковая версия Porsche Carrera серии 997, мощностью с 2008 г. 420 л.с., массой 1150 кг, с 6-ступенчатой секвентальной КПП, без АБС. Резина — слики Мишлен.
Машины 964-й серии использовались с самого начала серии, 1990 г., по 1993 г., 993-я серия — 1994—1998 гг., 996-я серия — 1999—2006 гг., 997-я серия — с 2007 г.
Автомобили Porsche Carrera имеют заднерасположенные 6-цилиндровые оппозитные двигатели с приводом на заднюю ось, что дает развесовку 35/65% и делает управление этих машин уникальным и ни на что не похожим. Так, гонщики Porsche активно используют технику бокового скольжения задней осью, входя в поворот с недостаточной поворачиваемостью, затем нажатием на педаль тормоза и действиями рулем приводя заднюю ось в боковое скольжение и выходя из поворота с избыточной поворачиваемостью.
Машины построены самим концерном Porsche на базе серийных, имеют относительно невысокую цену в 110—120 тыс. евро и общую стоимость одного сезона около 500 тыс. евро для команды из двух автомобилей.

## Гонки
Этапы Немецкого кубка Порше проводятся главным образом в рамках гонок поддержки серии ДТМ, и как правило включают в себя девять этапов, состоящих из одной (иногда двух) гонки длиной 80 км (или 35 минут).
Очки начисляются 15 первым финишировавшим по системе 20-18-16-14-12-10-9-8-7-6-5-4-3-2-1. Чтобы сражаться за титул нужно участвовать не менее чем в 6 гонках сезона. Плотная очковая система выводит на первый план стабильность выступления, и, к примеру, в 2007 г. Уве Альцен стал чемпионом не одержав ни одной победы. Проводится также командный зачет, в котором участвуют результаты обоих гонщиков команды. Три лучших по итогам года команды получают призовые деньги.
В 2006 году Porsche AG распределила среди гонщиков и команд 235 000 евро призовых денег. Победители гонок получали по 6000 евро, пришедшие вторыми — 5000, за третье место давали 4000 евро.
Проходя в рамках уикендов ДТМ, Немецкий кубок отличается отменной посещаемостью, а также хорошим телевизионным покрытием. В России гонки Немецкого кубка показывает канал 7ТВ, в прямом эфире или в записи.

## Победители
| Год  | 1 место                                    | 2 место                                       | 3 место                                    |
| ---- | ------------------------------------------ | --------------------------------------------- | ------------------------------------------ |
| 1990 | Олаф Мантай                                | Рюдигер Шмит                                  | Вольфганг Ланд                             |
| 1991 | Роланд Аш Warsteiner Carsport Racing       | Вольфганг Ланд                                | Юрген ван Гартцен                          |
| 1992 | Уве Альцен                                 | Бруно Эйчман                                  | Юрген ван Гартцен                          |
| 1993 | Вольфганг Ланд                             | Альтфрид Хегер                                | Бернд Майландер                            |
| 1994 | Бернд Майландер                            | Харальд Грохс                                 | Вольфганг Ланд                             |
| 1995 | Харальд Грохс                              | Оливер Маттай                                 | Вольфганг Ланд                             |
| 1996 | Ральф Келленерс                            | Франк Шмиклер Herberth Motorsport             | Харальд Грохс                              |
| 1997 | Вольфганг Ланд                             | Хорст Фарнбахер                               | Клаус Граф                                 |
| 1998 | Дирк Мюллер UPS Porsche Junior Team        | Патрик Симон Grohs Motorsport                 | Марк Бассенг                               |
| 1999 | Лукас Лур UPS Porsche Junior Team          | Кристиан Менцель Team HP-PZ Koblenz           | Йорг Бергмайстер Knüpfing Motorsport       |
| 2000 | Йорг Бергмайстер Farnbacher PZN-FЬ-ER      | Франк Штиплер IBEX Team Herberth              | Тимо Бернард UPS Porsche Junior Team       |
| 2001 | Тимо Бернард UPS Porsche Junior Team       | Йорг Бергмайстер Farnbacher Racing PZN-FE     | Кристиан Менцель Team HP-PZ Koblenz        |
| 2002 | Марк Либ UPS Porsche Junior Team           | Франк Штиплер Infineon Team Farnbacher PZN    | Пьер Каффер Team HP-Phoenix PZ Koblenz     |
| 2003 | Франк Штиплер PZ Munchen — Team Farnbacher | Майк Роккенфеллер UPS Porsche Junior Team     | Ромен Дюма EMC Carsport Racing             |
| 2004 | Майк Роккенфеллер UPS Porsche Junior Team  | Вольф Хенцлер Team PZ Essen Grohs Motorsport… | Йорг Хардт Schnabl Engineering PZ Trier    |
| 2005 | Кристиан Менцель Team HP-PZ Koblenz        | Николя Арминдо EMC ARAXA Racing               | Рихард Литц Tolimit Motorsport             |
| 2006 | Дирк Вернер Farnbacher PZN-FЬ-ER           | Уве Альцен HP Team Herberth                   | Йорг Хардт Schnabl Engineering PZ Trier    |
| 2007 | Уве Альцен Herberth Motorsport             | Ричард Вестбрук ARAXA Racing                  | Николя Арминдо Tolimit Motorsport          |
| 2008 | Рене Раст MRS-Team                         | Ян Зайффарт SMS Seyffarth Motorsport          | Крис Мамеров Mamerow Racing                |
| 2009 | Томас Йегер MS Racing PZ Hamburg Nord-West | Йерун Блекемолен ARAXA RACING PZ Reutlingen   | Ян Зайффарт tolimit Seyffarth Motorsport   |
| 2010 | Николя Арминду Hermes ATTEMPTO Racing      | Ник Тэнди Konrad Motorsport                   | Уве Альцен Herberth Motorsport             |
| 2011 | Ник Тэнди Konrad Motorsport                | Шон Эдвардс Tolimit Motorsport                | Йерун Блекемолен Tolimit Motorsport        |
| 2012 | Рене Раст Tolimit Motorsport               | Шон Эдвардс Tolimit Motorsport                | Ники Тиим Attempto Racing                  |
| 2013 | Кевин Эстре Attempto Racing                | Кристиан Энгельхарт Konrad Motorsport         | Ники Тиим Attempto Racing                  |
| 2014 | Филипп Энг Deutsche Post by Project 1      | Михаэль Аммермюллер Walter Lechner Racing     | Кристиан Энгельхарт Konrad Motorsport      |
| 2015 | Филипп Энг Deutsche Post by Project 1      | Кристиан Энгельхарт TECE MRS-Racing           | Джеффри Шмидт Walter Lechner Racing        |
| 2016 | Свен Мюллер Konrad Motorsport              | Кристиан Энгельхарт MRS GT-Racing             | Деннис Олсен Team Lechner Huber Racing     |
| 2017 | Деннис Олсен Konrad Motorsport             | Ник Йеллоли Team Deutsche Post by Project 1   | Михаэль Аммермюллер raceunion Huber Racing |